# El Melgue
El Melgue este o comună din departamentul Kiffa, Regiunea Assaba, Mauritania, cu o populație de 10.592 locuitori.